# Apoprotein
Als Apoprotein (gr.: apo - von, prōton - das erste) bezeichnet man denjenigen Teil eines Proteins, der nur aus Aminosäuren besteht.
Wenn noch die Prosthetische Gruppe dazukommt, erhält man ein vollständiges Protein (gr. holos = ganz; Holoprotein). Bei einem zusammengesetzten Enzym ist das Apoprotein identisch mit dem Apoenzym.